# Carta del restauro di Atene
La Carta del restauro di Atene è un documento pubblicato nel 1931 dall'International Museums Office (organismo alla base dell'attuale dall'International Council on Monuments and Sites) ed è il risultato della Conferenza di Atene del 1931, tenutasi tra il 21 e il 31 ottobre 1931.
L'intento della carta fu quello di favorire la conservazione dei beni culturali, fissando i principi generali su cui sia legittimo operare nel campo del restauro, tentando una sintesi condivisa tra le varie dottrine. Detti principi si imperniavano sulla necessità di tutela del  patrimonio artistico ed archeologico dell'umanità, come valore di interesse comune superiore all'interesse privato.
I principi tecnici espressi dalla Carta sono in sintesi i seguenti:
- evitare restituzioni integrali dell'opera;
- favorire l'anastilosi;
- favorire l'uso di materiali e tecnologie innovative, purché dissimulati per non alterare l'immagine dell'opera d'arte;
- diffondere la cooperazione tra conservatori e ricerca scientifica;
- rispettare l'opera storica ed artistica del passato, senza proscrivere lo stile di alcuna epoca;
- riconoscere l'entità della città e dell'ambiente urbano;
- sviluppare la conoscenza del patrimonio, pubblicando un "inventario dei monumenti storici"
- introdurre il concetto di internazionalità del patrimonio culturale.